# Luftskib L 18
Luftskib L 18 var en P-klasse zeppeliner, som blev bygget af Luftschiffbau Zeppelin i Löwental ved Friedrichshafen til den tyske Kaiserliche Marine og foretog sin første flyvning 3. november 1915.
Mindre end 2 uger senere og kort efter ankomsten til luftskibsbasen i Tønder tilintetgjordes luftskibet ved en eksplosionsbrand i den helt ny Toska-dobbelthal, udløst under efterfyldning af brint, som selvantændtes ved et utæt gasrør.

## Levetid 2 uger i november 1915
L 18 foretog 3. og 4. november 1915 et par værkstedsflyvninger i Löwental, hvorefter de tidligere officerer fra luftskib L 7, kaptajnløjtnant af reserven Max Dietrich og premierløjtnant Christian Albrecht von Nathusius,

den 6. november overtog kommandoen over L 18.
De var fra 1. juni til 5. september 1915 stationeret i Tønder.
L 18 mellemlandede i Hannover for at afvente bedre vejr og fortsatte nogle dage senere videre til Tønder.
Efter 1.060 km flyvning ankom L 18 den 16. november til luftskibsbasen i Tønder, hvor det 163,5 m lange luftskib bugseredes ind i den provisorisk færdige 180 m lange Toska-dobbelthal.

### Ulykken i Tønder 16. november 1915
I Toska-hallen påbegyndtes efterfyldning af brint for at klargøre luftskibet til næste flyvetur, men allerede samme dag eller dagen efter, den 17. november, skete en selvantændelse ved et utæt gasrør, som antændte og tilintetgjorde luftskibet i en stor eksplosionsbrand inde i hallen.
Branden kostede en marinesoldat livet, som opholdt sig i førergondolen, mens 7 andre led lettere brandskader og en tid ikke kunne tage del i tjenesten.

Liget af den afdøde marinesoldat blev lagt på en togvogn og kørt til hans hjemegn. Det er uklart om han var besætningsmedlem og navnet kendes vistnok ikke.
Efter ulykken overtog Dietrich og von Nathusius i stedet det nybyggede luftskib L 21, som en kort overgang var i Tønder, men senere omkom de ud for havnebyen Hartlepool ombord på super-zeppelineren L 34 på Max Dietrichs 46 års fødselsdag den 27. november 1916.

### Den ulykkesramte i Toska-hal
Under reparationen af Toska-hallen forlængedes den samtidig mod vest og stod 17. januar 1916 færdig med ny vestport i en længde af 240 meter, så den fremover kunne rumme hvilken som helst af den kejserlige marines zeppelinere.
Men der skete flere alvorlige ulykker:
- 17. april 1916 ramlede L 22 mod hal-porten og fik forpartiet slemt ødelagt, men istandsattes og fløj indtil 14. maj 1917
- 28. december 1916 stødte L 24 under indbugsering i stærk sidevind imod en loftspære så en af L 24's gasceller antændtes og ilden spredte sig hurtigt til hele luftskibet og L 17 ved siden af, som begge udbrændte i hallen
- 19. juli 1918 foregik bombardementet af luftskibsbasen i Tønder, hvorved basens sidste 2 luftskibe L 54 og L 60 udbrændte i hallen

## Eksterne links
| - Zeppelin L 18 - Luftschiffe in Tondern Arkiveret 14. august 2017 hos Wayback Machine - zeppelin-museum.dk - LZ 52 - luftschiff.de - LZ52 Arkiveret 29. oktober 2014 hos Wayback Machine - sebastianrusche.com | - Lz52 - L18 Arkiveret 4. december 2014 hos Wayback Machine - p159.phpnet.org (fransk) - LZ52(L18) - air-ship.info (kinesisk) - 17-Nov-1915 Zeppelin LZ.52 - Aviation Safety Network |